# The Who 2010 performances
The Who 2010 performances fue una serie de conciertos que dio a banda de rock británica The Who durante el año 2010.

## Lista de canciones interpretadas
1. "Behind Blue Eyes"
2. "Pinball Wizard "
3. "Won't Get Fooled Again"

1. "Pinball Wizard"
2. "Baba O'Riley"
3. "Who Are You"
4. "See Me, Feel Me"
5. "Won't Get Fooled Again"

1. "I Am the Sea"
2. "The Real Me"
3. "Quadrophenia"
4. "Cut My Hair"
5. "The Punk and the Godfather" (featuring Eddie Vedder)
6. "I'm One"
7. "The Dirty Jobs" (Simon Townshend on vocals)
8. "Helpless Dancer"
9. "Is It in My Head?"
10. "I've Had Enough" (featuring Eddie Vedder)
11. "5.15"
12. "Sea and Sand" (featuring Tom Meighan)
13. "Drowned" (Townshend solo acoustic)
14. "Bell Boy" (featuring Tom Meighan)
15. "Doctor Jimmy"
16. "The Rock"
17. "Love, Reign o'er Me"

## Fechas de las presentaciones
| Fecha                                      | Ciudad                                     | País                                       | Lugar                                      |
| Acoustic Super Bowl promotional appearance | Acoustic Super Bowl promotional appearance | Acoustic Super Bowl promotional appearance | Acoustic Super Bowl promotional appearance |
| ------------------------------------------ | ------------------------------------------ | ------------------------------------------ | ------------------------------------------ |
| 4 de febrero de 2010                       | Fort Lauderdale, Florida                   | United States                              |                                            |
| Super Bowl XLIV halftime show              |                                            |                                            |                                            |
| 7 de febrero de 2010                       | Miami Gardens, Florida                     | United States                              | Sun Life Stadium                           |
| London Teenage Cancer Trust Concert        |                                            |                                            |                                            |
| 30 de marzo de 2010                        | London                                     | England                                    | Royal Albert Hall                          |